# 広島県道265号伴広島線
広島県道265号伴広島線（ひろしまけんどう265ごう ともひろしません）は、広島県広島市安佐南区から広島市中区に至る一般県道である。

## 概要
広島市安佐南区伴東7丁目から広島市中区榎町に至る。

### 路線データ
本線
- 起点：広島市安佐南区伴東7丁目（大原下橋南詰交差点、広島県道38号広島豊平線本線・旧道交点）
- 終点：広島市中区榎町（十日市交差点、国道183号交点）

旧道
- 起点：広島市安佐南区伴東4丁目（新細坂交差点、広島県道38号広島豊平線交点）
- 終点：広島市安佐南区伴中央2丁目（伴交番入口交差点、広島県道71号広島湯来線旧道・広島県道265号伴広島線本線交点）

## 路線状況

### 通称
- 寺町通り（広島市）
- 舟入通り（広島市）

### 重複区間
本線
- 広島県道71号広島湯来線（広島市安佐南区伴中央2丁目・伴交番入口交差点 - 広島市佐伯区五日市町大字石内・五月が丘（南）交差点）

旧道
- 広島県道71号広島湯来線（広島市安佐南区伴中央2丁目・伴交番前交差点 - 広島市安佐南区伴中央2丁目・伴交番入口交差点）

### 道路施設

#### 橋梁
- 己斐橋（太田川放水路、広島市西区）
- 天満橋（天満川、広島市西区 - 広島市中区）

## 地理

### 通過する自治体
- 広島県
  - 広島市（安佐南区 - 佐伯区 - 西区 - 中区）

### 交差する道路
| 交差する道路                                                                                               | 市町村名 | 市町村名 | 交差する場所     | 交差する場所                                                                                               |
| 現道 | 現道     | 現道     | 現道             | 現道 |
| --- | -------- | -------- | ---------------- | --- |
| 広島県道38号広島豊平線 / 現道・旧道                                                                        | 広島市   | 安佐南区 | 伴東7丁目        | 大原下橋南詰交差点 / 起点                                                                                  |
| 広島県道71号広島湯来線 / 現道 重複区間起点 広島県道265号伴広島線 / 旧道                                    | 広島市   | 安佐南区 | 伴中央2丁目      | 伴交番入口交差点                                                                                           |
| 広島県道71号広島湯来線 / 旧道 広島県道265号伴広島線 / 旧道 重複                                            | 広島市   | 安佐南区 | 伴中央4丁目      | 寺組橋（南）交差点                                                                                         |
| 広島市道西風新都中央線 広島市道草津沼田線 重複区間起点                                                     | 広島市   | 安佐南区 | 大塚西3丁目      | 大塚駅北交差点                                                                                             |
| E2 山陽自動車道                                                                                            | 広島市   | 佐伯区   | 五日市町大字石内 | IC五日市インター入口交差点 31 五日市IC                                                                     |
| 広島県道290号原田五日市線                                                                                  | 広島市   | 佐伯区   | 五日市町大字石内 | 五月が丘交差点                                                                                             |
| 広島県道71号広島湯来線 重複区間終点 広島市道草津沼田線 重複区間終点                                        | 広島市   | 佐伯区   | 五日市町大字石内 | 五月が丘（南）交差点                                                                                       |
| 国道183号 国道261号 重複                                                                                   | 広島市   | 中区     | 榎町             | 十日市交差点 / 終点                                                                                        |
| 旧道 |          |          |                  | |
| 広島県道38号広島豊平線                                                                                     | 広島市   | 安佐南区 | 伴東4丁目        | 新細坂交差点 / 旧道起点【北緯34度27分52.0秒 東経132度24分41.8秒 / 北緯34.464444度 東経132.411611度】       |
| 広島県道71号広島湯来線 / 現道 広島県道71号広島湯来線 / 旧道 重複区間起点                                   | 広島市   | 安佐南区 | 伴中央2丁目      | 伴交番前交差点                                                                                             |
| 広島県道71号広島湯来線 / 現道 広島県道71号広島湯来線 / 旧道 重複区間終点 広島県道265号伴広島線 / 現道 重複 | 広島市   | 安佐南区 | 伴中央4丁目      | 寺組橋（南）交差点 / 旧道終点【北緯34度27分31.5秒 東経132度24分24.7秒 / 北緯34.458750度 東経132.406861度】 |

### 交差する鉄道
- 広島高速交通広島新交通1号線
- 山陽新幹線
- 山陽本線

### 沿線
- 広島高速交通広島新交通1号線（アストラムライン）
  - 大原駅 - 伴中央駅 - 大塚駅 - 広域公園前駅
- 広島市立伴中学校
- 広島市立伴小学校
- 広島広域公園
  - 広島広域公園陸上競技場（広島ビッグアーチ）
- 広島修道大学
- 広島市立己斐小学校
- ノートルダム清心中学校・高等学校
- JR西日本山陽本線 西広島駅
- 広島市立天満小学校

### 峠
- 己斐峠（広島市佐伯区 - 広島市西区）